# Stazione di Cozzo
La stazione di Cozzo era una fermata ferroviaria posta sulla linea Mortara-Asti. Serviva il centro abitato di Cozzo.

## Storia
La stazione fu inaugurata il 12 luglio 1870 contestualmente all'apertura della ferrovia Castagnole-Asti-Mortara, il cui esercizio fu ceduto dallo Stato alla Società per le Ferrovie dell'Alta Italia (SFAI) in virtù della legge di riforma del 1865 nel frattempo intervenuta.
In base alla legge "Baccarini" del 27 aprile 1885, la concessione fu trasferita in tale anno alla Società per le Strade Ferrate del Mediterraneo, con servizi eserciti dalla Rete Mediterranea, per poi passare nel 1905 alle neocostituite Ferrovie dello Stato.
Nel 1986 l'impianto venne trasformato in fermata, e come tale attivato nel 1988.
Passata in gestione nel 2001 a Rete Ferroviaria Italiana, per consentire alcuni lavori di manutenzione dal 6 settembre 2010 la linea venne sospesa al traffico, il quale venne definitivamente soppresso dalla Regione Piemonte a partire dal 17 giugno 2012.
La fermata venne soppressa il 31 luglio 2019.